# Dominika Żukowska
Dominika Żukowska (ur. w Żyrardowie) – polska piosenkarka i gitarzystka, związana z nurtem piosenki żeglarskiej i ballad. Członek grupy DNA. Obecnie występuje w duecie z Andrzejem Koryckim. Zadebiutowała na scenie szantowej w 1998 roku na festiwalu piosenki żeglarskiej "Mały Kubryk" w Łodzi z zespołem DNA, który powstał w Centrum Kultury w Żyrardowie. Wcześniej śpiewała w chórze CHIPS w tym samym Centrum Kultury.
Z zawodu jest psychologiem i pracuje w szpitalu.

## Dyskografia[2]
Z Andrzejem Koryckim:
- "Rejs tawerną" (2007),
- "Kolędy żeglarskie na cały rok" (2007),
- "Plasterek cytryny i ja" (2011),
- "Trzy życia" (2014).